# Mario Scoto

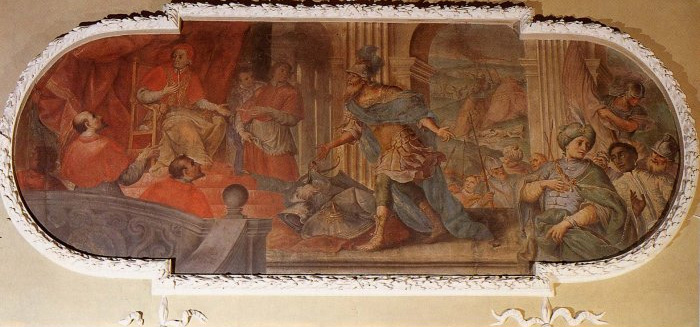
Dipinto di Giuseppe Antonio Caccioli raffigurante Mario Scoto e Papa Leone III

Mario Scoto (Galloway, VIII secolo – ...) è stato un militare scozzese.

## Biografia
Mario Scoto (Marius Scotus, o "Mario lo Scoto") nacque a Galloway, nel sud-ovest della Scozia, nell'VIII secolo. Nell'anno 773 re Carlo Magno iniziò una campagna militare contro i Longobardi in Italia, perché rei di non aver rispettato il patto, imposto loro da Pipino il Breve, di cedere parte del loro territorio agli Stati della Chiesa. Chiese aiuto al re di Dalriada (Scozia occidentale) Eochaid IV. Questi incaricò suo cugino Guglielmo, conte di Douglas, a reclutare e condurre in Francia una brigata di 4000 uomini, ciò che egli fece. Ma successivamente dovendo ritornare a Galloway a governare il clan di famiglia, lasciò il comando della brigata a suo fratello minore Marius, che i contemporanei definivano coraggioso, alto, forte e di barba rossiccia.
L'esercito dei Franchi varcò le Alpi e si accampò nell'abbazia benedettina di Novalesa, nell'alta Val di Susa. Mario Scoto, il nome con il quale era conosciuto in Italia, scopri da lì un impervio sentiero fra montagne e foreste, assolutamente inadatto per il transito di un esercito, ma non per gli highlanders scozzesi. Marciando tre giorni in silenzio lungo sentieri accidentati, Mario Scoto portò i suoi uomini ad attaccare di sorpresa i Longobardi alle spalle, mentre re Carlo Magno avanzava frontalmente con la cavalleria. Fu una clamorosa vittoria dei Franchi che segnò il declino del dominio Longobardo in Italia.
Nella primavera dell'anno seguente, papa Adriano I e il re decisero di incontrarsi. Con una piccola scorta, di cui faceva parte anche Mario Scoto, Carlo Magno percorse l'antica via Cassia fino alla basilica di San Pietro dove fu ricevuto e benedetto dal papa. Mario Scoto era di religione cattolica come la maggior parte degli scozzesi all'epoca e, al seguito del suo re, era anch'egli diventato difensore della fede. Divenne un apprezzato consigliere militare e si distinse nella campagna di Spagna e nella battaglia contro i Sassoni alla confluenza del Weser con l'Aller nella quale su 5000 sassoni solo 500 ebbero salva la vita scegliendo di farsi battezzare.
Verso la fine del secolo Mario Scoto lasciò le armi, si sposò con una nobildonna italiana di nome Marozia e, per la sua devozione al papa, si stabilì a Roma, dove aveva ottenuto l'onore di fare da scorta al papa. Era dunque presente quando nell'aprile del 799 papa Leone III fu assalito e sequestrato nei pressi di San Lorenzo in Lucina. Mario Scoto riuscì a trovare il papa in un monastero sull'Aventino e lo trasse in salvo. Prima della fine dell'anno papa Leone III fu restituito nel soglio da Mario Scoto scortato dalle truppe del re e acclamato trionfalmente dal popolo. La scena fu in seguito rappresentata in un quadro di Giuseppe Antonio Caccioli.
Il giorno di Natale dell'800 Mario Scoto ricevette l'investitura del contado di Bagnacavallo in Romagna e il privilegio di ornare il suo stemma, che già aveva il leopardo rampante di Scozia, con tre fiori di giglio, simbolo caratteristico dei re di Francia.
La famiglia Marescotti conserva tutt'oggi un antichissimo ritratto d'uomo d'arme che porta la seguente iscrizione in latino: Marius de Calveis, Scotus, Carl Mag M Dux Familiam Marescotti Fundavit ANN D. DCCC (Mario di Galloway, scozzese, comandante dei soldati sotto Carlo Magno, fondatore della famiglia Marescotti, Anno Domini 800)
Nel IX secolo la gente Marescotta usava il titolo di conti di Bagnacavallo, vasto feudo sito tra i fiumi Lamone e Savio. Carlo Magno aveva ricevuto in donazione gran parte delle terre bolognesi e le aveva poi distribuite, come era usanza all'epoca, tra i veterani del suo esercito.